# Campeón de Campeones de 1978
El Campeón de Campeones de 1978 (conocido en inglés y por motivos de patrocinio como 1978 Daily Mirror Champion of Champions) fue un torneo de snooker, profesional y de invitación, que se celebró en la ciudad inglesa de Londres entre el 2 y el 3 de noviembre. Fue la primera edición del Campeón de Campeones. Ray Reardon, que se impuso (11-9) a Alex Higgins en la final, se proclamó campeón.

## Resultados

### Cuadro
Recalcado en negrita figura el ganador de cada partido:
|  | semifinales (mejor de 11) | semifinales (mejor de 11) |             |    | final (mejor de 21) | final (mejor de 21) |
|  |                           |                           |             |    |                     |                     |
|  |                           |                           |             |    |                     |                     |
|  |                           |                           |             |    |                     |                     |
|  | Ray Reardon               | 6                         |             |    |                     |                     |
|  | Ray Reardon               | 6                         |             |    |                     |                     |
|  | Patsy Fagan               | 1                         |             |    |                     |                     |
|  | Patsy Fagan               | 1                         | Ray Reardon | 11 |                     |                     |
|  |                           |                           | Ray Reardon | 11 |                     |                     |
|  |                           | Alex Higgins              | 9           |    |                     |                     |
|  | Alex Higgins              | Alex Higgins              | 9           | 6  |                     |                     |
|  | Alex Higgins              |                           |             | 6  |                     |                     |
|  | Doug Mountjoy             | 3                         |             |    |                     |                     |
|  | Doug Mountjoy             | 3                         |             |    |                     |                     |